# Niowda
Niowda (biał. Нёўда, Niouda; ros. Нёвда, Niowda) – agromiasteczko na Białorusi, w obwodzie grodzieńskim, w rejonie nowogródzkim, w sielsowiecie Koszelewo. W 2019 roku liczyła 342 mieszkańców.